# 임현정 (1974년)
임현정(1974년 3월 7일 ~ )은 대한민국의 싱어송라이터이다. 대표곡으로 〈첫사랑〉, 〈고마워요〉, 〈사랑은 봄비처럼 이별은 겨울비처럼〉, 〈사랑의 향기는 설레임을 타고 온다〉 등이 있다.

## 학력
- 서울 청담초등학교
- 서울 구정중학교
- 서울 반포고등학교
- 서울예술대학교 실용음악과

## 음반
- 1996년 《양철북》
- 1998년 《가위손》[주 1]
- 2000년 《은하철도 999》
- 2003년 《A Year Out..In The Island》
- 2006년 《All That Love》[1]
- 2018년 〈사랑이 온다〉, 〈내가 지금껏〉, 〈God Bless You〉
- 2019년 〈청춘〉

### 내용주
1. ↑  2018년 10월 9일에 리마스터판 버전으로 재발매되었다.

### 참조주
1. ↑  “'첫사랑' 가수 임현정 3년 만에 5집 발매”. 《연합뉴스》. 2006년 2월 7일.